# David Marston Clough

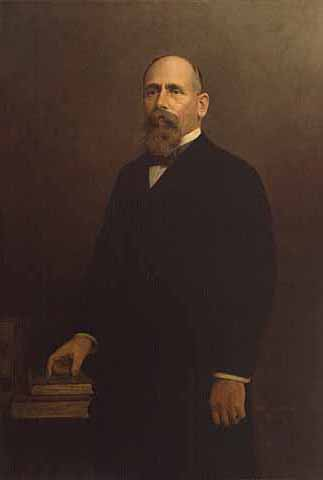
David Marston Clough

David Marston Clough (* 27. Dezember 1846 in Lyme, Grafton County, New Hampshire; † 28. August 1924 in Everett, Washington) war ein US-amerikanischer Politiker und von 1895 bis 1899 Gouverneur des Bundesstaates Minnesota.

## Frühe Jahre und politischer Aufstieg
David Clough besuchte die örtlichen Schulen seiner Heimat sowie später in Wisconsin und Minnesota, wohin seine Familie umgezogen war. Nach seiner Schulzeit betrieb Clough zusammen mit seinem Bruder in Minneapolis einen erfolgreichen Holzhandel. Clough war Mitglied der Republikanischen Partei. Zwischen 1883 und 1888 war er Mitglied des Stadtrats von Minneapolis, zwischen 1887 und 1891 gehörte er dem Senat von Minnesota an. Ab 1892 war er Vizegouverneur des Staates. Nach dem Rücktritt von Gouverneur Knute Nelson, der in den US-Senat wechselte, fiel David Clough entsprechend der Staatsverfassung das Amt des Gouverneurs zu.

## Gouverneur von Minnesota
Nachdem er am 3. November 1896 von den Wählern in seinem Amt bestätigt worden war, konnte David Clough zwischen dem 31. Januar 1895 und dem 2. Januar 1899 als Gouverneur amtieren. In dieser Zeit wurde ein Begnadigungsausschuss ins Leben gerufen und die Gesetze bezüglich der Kinderarbeit wurden verbessert. In seine Amtszeit fällt der Spanisch-Amerikanische Krieg, zu dem auch Minnesota seinen Beitrag leisten musste. Allerdings fiel dieser auf Grund der Kürze des Krieges eher gering aus.

## Weiterer Lebenslauf
Nach dem Ende seiner Gouverneurszeit zog sich Clough aus der Politik zurück und widmete sich seinen privaten Geschäften, dabei vor allem dem Holzhandel. Er starb im August 1924. Mit seiner Frau Adelaide Barton hatte der Ex-Gouverneur ein Kind.